# 笠間中央公園
笠間中央公園（かさまちゅうおうこうえん）とは神奈川県横浜市栄区笠間2丁目26にある近隣公園である。

## 概要
公園は大船駅の北東900メートルにある、周囲を平野に囲まれた小山にある。小山の上は比較的平らで、1990年代から公園整備ための工事が行われ、2003年（平成15年）3月25日に開園した。
芝生の広場には遊具が置かれ、多目的広場は球技やその他スポーツに利用されている。
開園前に笠間中央公園遺跡の発掘が行われ、現地に看板が建っている。